# Fabian Barański
Fabian Barański, född 27 maj 1999, är en polsk roddare.

## Karriär
Barański tävlade för Polen vid olympiska sommarspelen 2020 i Tokyo, där han slutade på fjärde plats tillsammans med Dominik Czaja, Wiktor Chabel och Szymon Pośnik i scullerfyra.
I augusti 2022 vid EM i München var Barański en del av Polens lag tillsammans med Dominik Czaja, Mateusz Biskup och Mirosław Ziętarski som tog silver i scullerfyra. Följande månad tog samma polska lag guld i scullerfyra vid VM i Račice. I maj 2023 tog samma polska lag sitt första EM-guld vid EM i Bled. I september 2023 tog de brons tillsammans i scullerfyra vid  VM i Belgrad. I april 2024 tog de brons tillsammans i scullerfyra vid EM i Szeged.